# Orelha Negra
Orelha Negra (dt.: Schwarzes Ohr) ist eine portugiesische Soul/Trip-Hop-Band aus dem Großraum Lissabon.
Es ist ein Projekt von Musikern, die aus Bands wie Cool Hipnoise, Oioai, Sam the Kid und anderen bekannt sind. Besonders Musik und Erscheinung der Soulmusiker der 1960er und 1970er Jahre sind Orientierungspunkte der Band, was sich in der Musik und den verwendeten Samples, aber auch in Covergestaltung, Auftreten und anderem zeigt. So ist beispielsweise das Band-Logo dem Stax-Records-Logo nachempfunden.
Die Gruppe war für den Best Portuguese Act bei den MTV Europe Music Awards 2010 nominiert. Sie treten auch live auf, beispielsweise 2011 auf dem Optimus-Alive!-Festival oder im Januar 2012 im renommierten Centro Cultural de Belém.
Mit ihrem Debüt-Album erregten sie 2010 einige Aufmerksamkeit in der Musikszene des Landes. Das Album kam bis auf den vierten Platz der portugiesischen Verkaufscharts.

## Diskografie
- 2010: Orelha Negra (LP und CD)
- 2011: Mix Tape
- 2012: Orelha Negra 2012 (Doppel-LP und CD)
- 2017: Orelha Negra III (Doppel-LP und CD)